# کاکتوس‌های گل‌سرخی
پرسکیا(نام علمی: Pereskia) نام یک سرده از تیره کاکتوس است.